# Wprost
Wprost („Direkt“) ist ein wöchentlich erscheinendes überparteiliches Nachrichtenmagazin in Polen. Die letzte gedruckte Ausgabe wurde im März 2020 herausgegeben. Seitdem erscheint die Zeitschrift nur noch in digitaler Form.
Die Zeitschrift erschien ab dem 5. Dezember 1982 zunächst in der polnischen Woiwodschaft Großpolen. Seit 1989 wurde sie landesweit herausgegeben. Der Redaktionssitz befand sich zunächst in Posen, im Jahr 2000 wurde er nach Warschau verlegt. Wprost gehörte mit einer verkauften Auflage von rund 15.500 Exemplaren (Druckauflage 70.000) im Jahr 2018 nur noch zu den kleineren Nachrichtenmagazinen Polens. Artikel der Zeitschrift beschäftigen sich vorwiegend mit nationaler und internationaler Politik, Wirtschaft sowie Geschichte und Kultur. Herausgeber des Magazins ist das börsennotierte Medienunternehmen Platforma Mediowa Point Group, Chefredakteur ist seit Anfang 2021 Robert Feluś.
Außerhalb Polens wurde die Zeitschrift durch polemisierende Titelbilder bekannt. So zeigte das Cover von Wprost Erika Steinbach als Domina in SS-Uniform auf dem Rücken Gerhard Schröders. Schröder und Wladimir Putin wurden zudem anstatt mit Händen mit Gasleitungen karikiert. Im Juni 2007 wurde Angela Merkel als „Stiefmutter Europas“ in einer Fotomontage mit entblößten, authentisch wirkenden Brüsten, an denen die Zwillinge Lech und Jarosław Kaczyński nuckeln, dargestellt. Im Januar 2016 montierte die Zeitschrift auf ihrem Titelbild in ein Foto, das Adolf Hitler im Kreis von Wehrmachtsgenerälen zeigt, die Köpfe von Angela Merkel, Jean-Claude Juncker, Martin Schulz, Günther Oettinger und Guy Verhofstadt unter den Schriftzug Sie wollen Polen wieder kontrollieren.
2012 verbreitete Wprost die Version eines russischen Militärangehörigen, wonach US-Amerikaner die Kursk versenkt hätten. Im Juni 2014 löste das Magazin durch die Veröffentlichung abgehörter Gespräche des Innenministers Bartłomiej Sienkiewicz mit dem Leiter der Zentralbank Marek Belka eine Abhöraffäre und infolgedessen eine Regierungskrise aus. Sienkiewicz soll Belka beeinflusst haben, die Regierungspartei zu begünstigen. Im Zusammenhang der Ermittlungen des Staatsanwalts wurden die Redaktionsräume durchsucht, was als Beeinträchtigung der Pressefreiheit kritisiert wurde. Das Magazin weigerte sich, Dokumente und digitale Speichermedien herauszugeben.

## Chefredakteure
1. Janusz Przybysz (1982–1983)
2. Waldemar Kosiński (1983–1989)
3. Marek Król (1989–2006)
4. Piotr Gabryel (2006–2007)
5. Stanisław Janecki (2007–2010)
6. Tomasz Lis (2010–2012)
7. Michał Kobosko (2012–2013)
8. Sylwester Latkowski (2013–2015)
9. Tomasz Wróblewski (2015–2016)
10. Jacek Pochłopień (2016–2018)[10]
11. Marcin Dzierżanowski (2018–2020)
12. Robert Feluś (seit 2021)